# Municipio de Fruitville
El municipio de Fruitville (en inglés: Fruitville Township) es un municipio ubicado en el  condado de Currituck en el estado estadounidense de Carolina del Norte. En el año 2010 tenía una población de 1.637 habitantes.

## Geografía
El municipio de Fruitville se encuentra ubicado en las coordenadas 36°28′56.56″N 75°56′10.73″O / 36.4823778, -75.9363139.